# Vulcanolepas scotiaensis
Vulcanolepas scotiaensis (лат.) — вид усоногих ракообразных из семейства Eolepadidae или Neolepadidae отряда Scalpelliformes. Антарктика. Склоны подводных вулканов. Гидротермальные источники на глубине 2400—2600 м вдоль East Scotia Ridge и на глубине 1400 м в Kemp Caldera. Обе локации относятся к области вулканической деятельности, которые лежат на Антарктическо-южноамериканском океаническом хребте возле Южных Сандвичевых островов. Вид был впервые описан в 2013 году австралийским биологом Джоном Бакериджем (John S. Buckeridge; Earth & Oceanic Systems Research Group, RMIT University, Мельбурн, Виктория, Австралия) и его английскими коллегами Кэтрин Линс и Дженнифером Джексоном (Katrin Linse & Jennifer A. Jackson; British Antarctic Survey, Natural Environmental Research Council, High Cross, Cambridge, Англия) и назван по имени местонахождения. Это третий вид рода после ранее открытых Vulcanolepas osheai (Buckeridge, 2000) и Vulcanolepas parensis Southward, 2005. В 2018 году вид перенесли в состав рода Neolepas (Neolepadidae).